# Ема Дестіннова
Ема Дестіннова (чеськ. Ema Destinnová, справжнє ім'я Емілія Кіттлова (Emílie Kittlová); 26 лютого 1878 — 28 січня 1930) — чеська співачка (драматичне сопрано), викладачка, перекладачка, поетеса та письменниця. 

## Біографія
У 1892—96 вчилася співу у Марії фон Дрегер Дестінн-Льове (звідси псевдонім). У 1898—1908 співала в Придворній опері в Берліні. Гастролювала в Байрейті, Лондоні, Празі, Парижі. У 1908—1916 і в сезон 1920—21 — солістка театру «Метрополітен-опера» (Нью-Йорк); разом з Енріко Карузо співала в італійських операх. Літні сезони успішно виступала в празькому Національному театрі (у 1908 тут отримала звання почесної членкині опери). 
Під час Першої світової війни повернулася до Чехії. Співала в Національному театрі, концертувала, викладала. Серед найвизначніших партій у її виконанні: Кармен («Кармен» Бізе), Недда («Блазні» Леонкавалло), Ліза («Пікова пані» Чайковського), Лібуше («Лібуше» Сметани).
Після повернення у Прагу у 1916 році Дестіннову звинуватили у зв'язку з антигабсбургською еміграцією. За відмову виступати перед австро-угорськими військовими вона два роки перебувала під домашнім арештом у своєму замку в містечку Страж-над-Нежаркоу. У 1918 році повернулася на сцену і під час кожного концерту виконувала пісню «Де батьківщина моя?» — нині гімн Чехії.
У 1923 році одружилася з чеським льотчиком-офіцером, шлюб не був успішним.
Останній концерт дала у 1928 році з нагоди десятиліття Чехословаччини.
Дестіннова є авторкою збірок віршів, серед яких «Княгиня Лібуше».
Ема Дестіннова зображена на банкноті номіналом 2000 чеських крон, поштових марках ЧССР.
На честь мисткині названо астероїд 6583 Дестін.